# Ozola falcipennis
Ozola falcipennis là một loài bướm đêm trong họ Geometridae.